# إرنست كايثر
إرنست كايثر (25 سبتمبر 1903 - 11 أغسطس 1999) جنرالًا في الفيرماخت خلال الحرب العالمية الثانية. حصل على صليب الفارس الحديدي لألمانيا النازية.
في 22 أبريل 1945، استبدل كايثر لفترة وجيزة الجنرال هيلموث ريمان كقائد لمنطقة الدفاع عن برلينللدفاع عن المدينة. تمت ترقيته إلى جينيرال لوتنانت بواسطة أدولف هتلر شخصيا.  ومع ذلك، لم يتولى كايثر في الواقع قيادة دفاعات برلين من أجل معركة برلين. قبل أن يتمكن من تولي القيادة، ألغى هتلر ترقياته وتم استبدال كايثر بالجنرال هيلموث ويدلينج.  لفترة وجيزة بين كايثر وويدلينج، تولى هتلر نفسه قيادة الدفاعات برلين. جنرال آخر تم ترقيته حديثًا، إريك بارنفيرجر، كان «نائب» قائد هتلر لمنطقة دفاع برلين خلال هذه الفترة القصيرة.

## الجوائز
- وسام الفارس الصليبي الحديدي في 10 ديسمبر 1942 بصفته أوبرسلوبمينت وقائد فرقة المشاة 14 [3]

### اقتباسات
1. 1 2  TracesOfWar | Ernst Kaether، QID:Q98839586
2. 1 2  Beevor 2002.
3. ↑  Scherzer 2007.

| مناصب عسكرية    | مناصب عسكرية                | مناصب عسكرية    |
| --------------- | --------------------------- | --------------- |
| سبقه {{{سبقه}}} | {{{العنوان}}} {{{الأعوام}}} | تبعه {{{تبعه}}} |